# Summercourt
Summercourt – wieś w Anglii, w Kornwalii. Leży 49 km na północny wschód od miasta Penzance i 363 km na zachód od Londynu.